# Grad Knežija
Grad Knežija (nemško Grafenweg) ali grad Knežji pot je bil srednjeveški grad, ki je stal pri  vasi Sava pri Litiji na vzpetini nad reko Savo. Grad je bil zgrajen v prvi polovici 15. stoletja in v 18. stoletju opuščen, tako da so zdaj vidne le še skromne razvaline.

## Zgodovina
Dvor Knežija kot »hof zu Grauenweg« je izpričan v listin že leta 1369, ko je bil v lasti  Celjskih grofov. Leta 1436 ga je grof Herman II. Celjski podelil v dosmrtni fevd svojemu vazalu Volkleinu Turjaškemu. Po Valvasorju in Milku Kosu naj bi Celjski do 1444 na mestu dvora zgradili nov večji grad. Na gradu je bil vsaj že leta 1450 kot upravnik celjski vazal Jošt Sauer. Po izumrtju Celjskih leta 1456 grad in posest preide na Habsburžane oziroma na deželnoknežjo komoro za katere so bili oskrbniki in kastelani še naprej Sauerji vse do začetka druge polovice 16. stoletja. Pred letom 1568 je gospoščino pridobil Martin Gall pl. Gallenstein.  Kljub drugačnim trditvam Valvasorja se zdi, da so Gallom neposredno sledili Graffenwegerji, kajti Janez Jožef Graffenweger (umrl leta 1700), ki ga navaja kot lastnika tudi Valvasor, se je tožil z Adamom pl. Gallom zaradi izročitve gospostva, ki ga je od njega kupil. V začetku 18. stoletja sta bila lastnika Jožef Mihael pl. Wallensberg in Karel Jožef Adlersfeld, ki se sporazumeta in Knežijo prodata baronom Oblak Wolkensbergom, ki so posest združili z gospostvom Ponoviče, grad pa opustili in prepustili propadanju.